# Joseph R. Pitts
Joseph R. Pitts, född 10 oktober 1939 i Lexington, Kentucky, är en amerikansk republikansk politiker. Han representerade delstaten Pennsylvanias sextonde distrikt med stora delar av Pennsylvanias amishområde i USA:s representanthus 1997–2017.
Pitts avlade 1961 kandidatexamen vid Asbury College. Han deltog i Vietnamkriget i USA:s flygvapen. Han avlade sedan 1972 masterexamen i pedagogik vid West Chester University of Pennsylvania.
Kongressledamot Robert Smith Walker kandiderade inte till omval i kongressvalet 1996. Pitts vann valet och efterträdde Walker i representanthuset i januari 1997.